# Vojenská diktatura v Argentině
Vojenská diktatura v Argentině (španělsky Proceso de Reorganización Nacional) byla zahájena vojenským státním převratem v březnu 1976. Skončila v prosinci 1983 předáním moci civilní vládě. Tato diktatura je někdy nazývaná jako „poslední vojenská junta“ (španělsky última junta militar) nebo „poslední vojenská diktatura“ (španělsky última dictadura militar). Důvodem je, že šlo o poslední z několika vojenských diktatur, které v Argentině v historii vládly. Období vojenské diktatury bylo charakterizováno byrokraticko-autoritářským režimem a systematickým státním terorem, který zahrnoval únosy, mučení, nucené zmizení a vraždění. Je označována za nejkrvavější diktaturu argentinské historie.
Argentinské ozbrojené složky se chopily moci 24. března 1976 při státním převratu proti prezidentce Isabel Martínez de Perón, vdově po předchozím prezidentovi Juanu Perónovi. Šlo o dobu rostoucí ekonomické a politické krize. Po převratu došlo k rozpuštění parlamentu, zákazu politických stran, omezení občanských práv a zavedení principů volného trhu a deregulace. Prezident a ministři byli jmenováni armádou a docházelo k perzekuci a represím perónistů a příznivců levice. Junta vystupňovala tzv. špinavou válku, tažení státního terorismu vůči disidentům, při kterém bylo zabito až 30 tisíc lidí. Stagnace ekonomiky a potlačování opozice přimělo juntu provést v roce 1982 invazi na Falklandy, čímž zahájila se Spojeným královstvím válku o Falklandy, kterou rychle prohrála. To vedlo ke kolapsu diktatury a v říjnu 1983 ke svobodným volbám, ve kterých byl zvolen prezident Raúl Alfonsín.
V roce 1985 probíhal soudní proces s představiteli vojenské junty. Někteří dostali trest doživotí, jiní stanuli před vojenským soudem kvůli nezvládnuté válce o Falklandy. Nicméně v roce 1989 jim prezident Carlos Menem udělil milost. Po roce 2000 byli přeživší představitelé diktatury znovu souzeni a odsouzeni k odnětí svobody za zločiny proti lidskosti a za spáchání genocidy.

## Pozadí
Argentinská armáda byla tradičně propojena s vládou. V historii byly časté vlády vojenské junty nebo zapojení příslušníků armády do vlád. Trojnásobný prezident Juan Perón byl sám plukovníkem, který se k moci poprvé dostal po státním převratu z roku 1943. Perón zastával v kontextu studené války tzv. neofašistickou třetí pozici vůči západnímu kapitalismu a východnímu komunismu. Perón byl v roce 1955 svržen vojenským převratem, po kterém následovalo krátké období vlády vojenské junty a poté civilní správa Artura Frondiziho. Nicméně i ten byl následně svržen. Perón byl mezitím v exilu ve frankistickém Španělsku. Z exilu se vrátil v roce 1973. Krátce poté se odehrál Ezeizský masakr, ve kterém pravicové křídlo perónistů zmasakrovalo levicové křídlo, které tím zaniklo.
Perón byl ještě během roku 1973 demokraticky zvolen prezidentem, nicméně zemřel již roku 1974. Prezidentkou se tak stala jeho viceprezidentka (a třetí žena) Isabel Martínez de Perón. Nicméně se ukázala být příliš slabou pro takto nestabilní situaci. Toho využila různá radikální ozbrojená hnutí, jako například Montoneros (krajně levicoví bývalí perónisté), která eskalovala politické násilí proti represím armády a policie. Politické násilí vyhrotily také krajně pravicové paramilitární jednotky, jako například Argentine Anticommunist Alliance. V březnu 1976 provedla armáda státní převrat a moci se chopil generál Jorge Rafael Videla.

## Historie

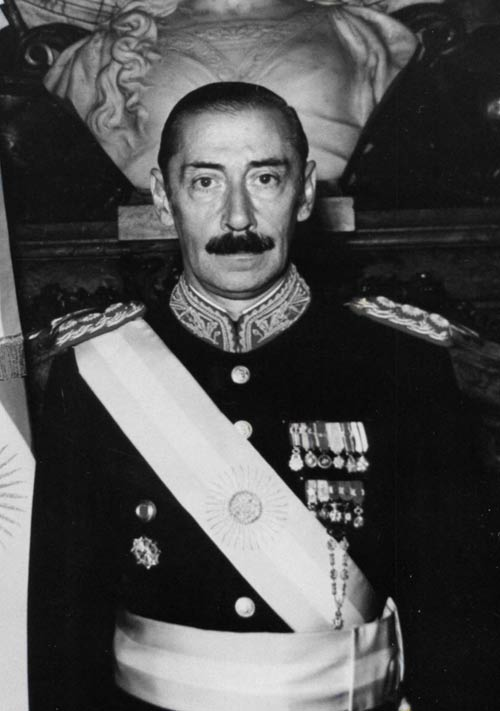
Generál Jorge Rafael Videla prezidentem (1976)

Po převratu zemi vládl vojenský triumvirát, který kromě Videly tvořil admirál Emilio Eduardo Masseria za námořnictvo a generál Orlando Ramón Agosti za letectvo.
V letech 1974 až 1983 v Argentině probíhala tzv. špinavá válka. Navzdory názvu nešlo o tradiční válku, ale o kampaň státního terorismu zaměřenou proti skutečným i domnělým příslušníkům levice, socialistů, hnutí Montoneros a levicových perónistů. Perzekuce prováděla armáda, tajná policie (Secretaría de Inteligencia del Estado, SIDE) a paramilitární jednotky, jako například Argentine Anticommunist Alliance. Po roce 1983 byla zřízena Národní komise, která měla vyšetřit zmizení tisíců osob. Komise zdokumentovala 8 961 obětí nuceného zmizení, přičemž konstatovala, že skutečný počet obětí musí být značně vyšší. Mnoho případů nešlo spolehlivě doložit, jelikož armáda před předáním moci v roce 1983 zničila několik svých archivů. Mezi zmizelými byly také těhotné ženy, které byly do porodu drženy při životě ve věznicích, následně byly zabity a novorozené děti bývaly ilegálně osvojeny příslušníky armády či jejich rodinami. Tisíce zadržených osob byly zdrogovány, naloženy do letadel a následně nazí shozeni do Río de la Plata nebo do Atlantického oceánu (viz lety smrti).
Prezident Videla v roce 1977 prohlásil: „Terorista podle nás není jen ten, který hází bomby, ale i ten, kdo šíří ideje odporující západní křesťanské civilizaci.“ Další člen junty, generál Ibérico Saint-Jean, upřesnil státní politiku teroru: „Nejdříve zabijeme všechny rozvratníky, poté jejich spolupracovníky, poté jejich sympatizany a nakonec všechny, kteří zůstanou pouze neutrální. Společnost musí naši vládu zbožňovat.“
Tajná policie SIDE spolupracovala s dalšími tajnými policiemi vojenských diktatur Jižní Ameriky na operaci Kondor, ve které si kladly za cíl vymýcení levicové opozice. V tomto měly podporu Spojených států amerických. Tyto operace si vyžádaly životy až 60 tisíc lidí.
Dalším projevem diktatury bylo omezení svobody tisku a svobody projevu. Platila vojenská cenzura. V roce 1978 se v Argentině konalo mistrovství světa ve fotbale, které Argentina vyhrála, což vojenská junta využila jako mocný nástroj nacionální propagandy.
Nicméně v osmdesátých letech se ekonomická situace zhoršovala, argentinská armáda prohrála válku o Falklandy a stále více prosakovaly informace o brutální perzekuci levice. Poslední de facto prezident Reynaldo Bignone byl proto v roce 1983 donucen vypsat volby. V prosinci 1983 došlo k nástupu zvoleného prezidenta Raúla Alfonsína a obnovení demokracie.

## Ekonomická situace
Generál Jorge Rafael Videla se moci chopil v době ekonomické krize a rychle rostoucí inflace. Ekonomickou oblast svěřil svému ministrovi financí, kterým byl José Alfredo Martínez de Hoz. Ten odstranil levicové politiky, zavedl princip volného trhu a deregulaci. Odstranil také veškerou regulaci cen. Došlo tím k odstranění černého trhu. Podpořil export i import snížením daní a cel.
Opatření napomohla k zastavení prohlubování krize. Nicméně ekonomice země pomohlo zejména jeho přátelství s bankéřem Davidem Rockefellerem, který prostřednictvím své banky Chase Bank a vlivem v Mezinárodním měnovém fondu zajistil argentinské vojenské juntě půjčku v hodnotě jedné miliardy dolarů. I proto se znásobil zahraniční dluh země. Současně se posílila ekonomická nerovnost mezi vysokopříjmovými a nízkopříjmovými skupinami obyvatel. Ministrování Josého Alfreda Martíneze de Hoze skončilo v devalvaci měny a ve finanční krizi.
V roce 1981 se prezidentem stal Roberto Eduardo Viola, který ministrem financí jmenoval Lorenza Sigauta. Ten zvrátil několik reforem v oblasti měnového kurzu a devalvoval peso. Následně Argentina upadla do recese. Ještě během roku 1981 byl Viola odstaven od moci a prezidentem se stal Leopoldo Galtieri. Ten jmenoval ministrem financí konzervativního ekonoma Roberta Alemanna. Alemann osekal státní výdaje, odprodal státní podíly v podnicích a zmrazil platy.
Několik let zmrazených platů a mezd vedlo k faktu, že jejich reálná hodnota byla na 40 % hodnoty v době vlády Peróna. To vedlo ke společenskému napětí. Prezident Reynaldo Bignone se proto rozhodl lehce liberalizovat režim a obnovil některá občanská práva, včetně práva na stávku, což vedlo ke skokovému nárůstu stávek.

## Zahraniční vztahy

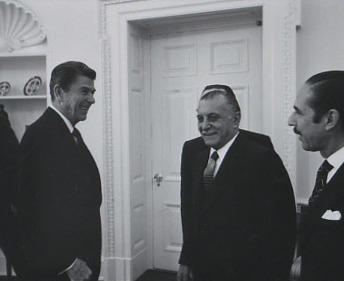
Prezident Jorge Rafael Videla na návštěvě u amerického prezidenta Ronalda Reagana v Bílém domě (1981)

Spojené státy poskytly juntě vojenskou pomoc a na začátku špinavé války jim ministr zahraničí Henry Kissinger dal „zelenou“ k politickým represím proti skutečným nebo domnělým oponentům. Viz také Institut západní polokoule pro bezpečnostní spolupráci. Americký Kongres schválil žádost Fordovy administrativy o poskytnutí bezpečnostní pomoci juntě ve výši 50 milionů dolarů. V letech 1977 a 1978 Spojené státy prodaly Argentině náhradní vojenské díly v hodnotě více než 120 milionů dolarů a v roce 1977 americké ministerstvo obrany poskytlo 700 tisíc dolarů na výcvik 217 argentinských vojenských důstojníků. V roce 1978 prezident Jimmy Carter prosadil v Kongresu zastavení všech amerických transferů zbraní kvůli porušování lidských práv.
Americko-argentinské vztahy se opět zlepšily s Ronaldem Reaganem, který tvrdil, že předchozí Carterova administrativa oslabila diplomatické vztahy USA se spojenci studené války v Argentině, a zvrátil oficiální odsouzení praktik junty v oblasti lidských práv ze strany předchozí administrativy. Obnovení diplomatických vztahů umožnilo spolupráci CIA s argentinskou zpravodajskou službou při vyzbrojování a výcviku nikaragujských Contras proti sandinistické vládě. Argentina také poskytla bezpečnostní poradce, zpravodajský výcvik a určitou materiální podporu silám v Guatemale, Salvadoru a Hondurasu k potlačení místních povstaleckých skupin v rámci programu sponzorovaného USA s názvem Operace Charly. Vztahy se však zhoršily poté, co USA podpořily Spojené království ve válce o Falklandy.
Po získání moci v roce 1976 navázala junta úzké vazby s režimem Anastasia Somozy Debayleho v Nikaragui a dalšími pravicovými diktaturami v Latinské Americe. Kromě poskytování zbraní a výcviku Somozově Národní gardě provedla argentinská junta na konci 70. let také řadu operací Kondor na nikaragujské půdě, přičemž těžila z úzkých vztahů mezi argentinskou tajnou službou a nikaragujským režimem. Po svržení Anastasia Somozy Debayleho sandinistickou frontou hrála Argentina ústřední roli při formování Contras.
Navzdory oficiálně antikomunistickým sklonům Videlovy junty v kontextu studené války si režim udržoval rozsáhlé obchodní a diplomatické vazby se Sovětským svazem.

## Připomínky

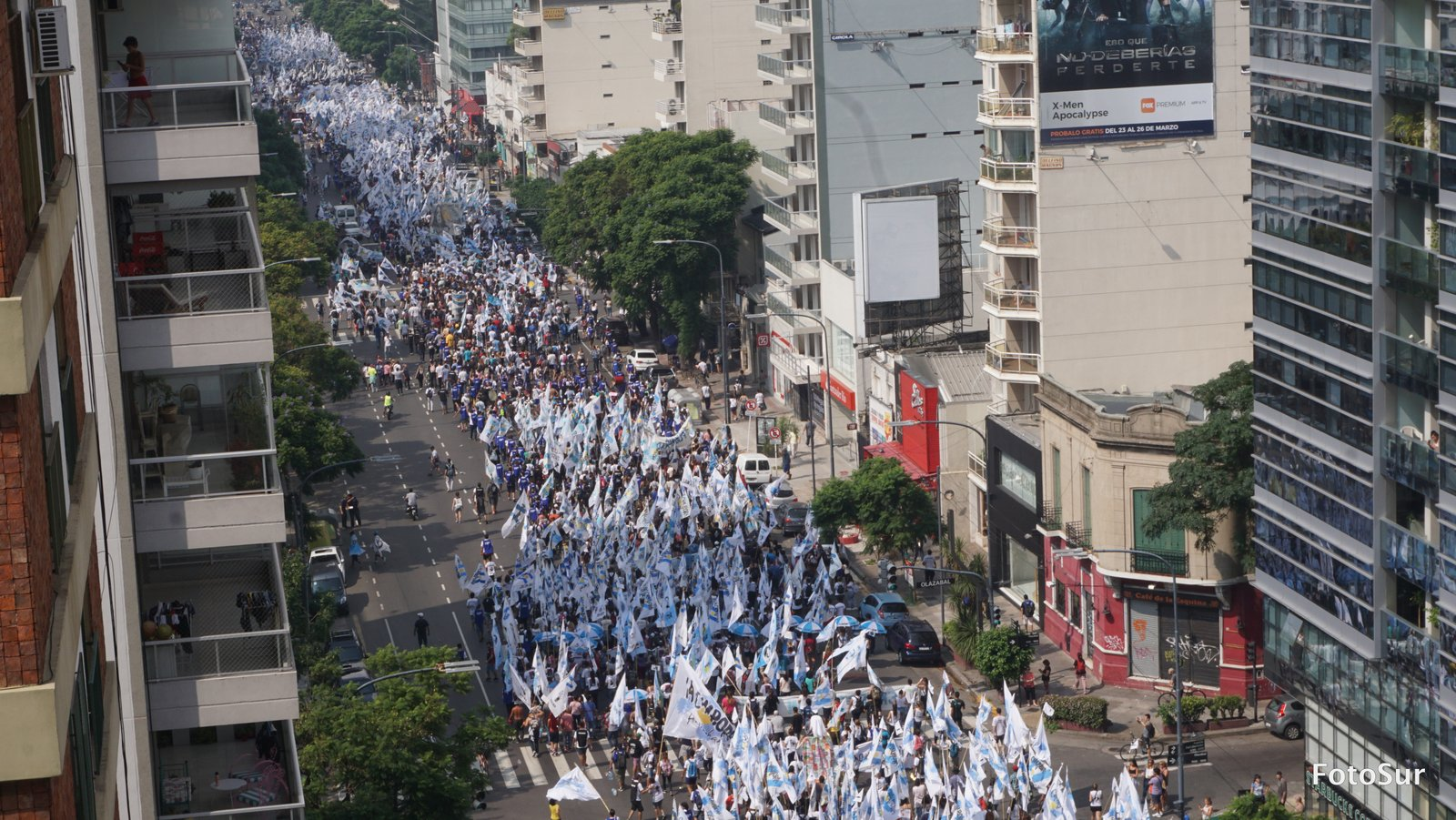
Průvod k připomínce obětí vojenské diktatury (2017)

V roce 2002 argentinský kongres vyhlásil 24. březen Dnem památky pravdy a spravedlnosti na památku obětí diktatury. V roce 2006, třicet let po státním převratu, byl Den památky prohlášen za státní svátek. Výročí převratu si připomínaly masivní oficiální akce a demonstrace po celé zemi.